# HD 131399
Désignations
HD 131399 est un système stellaire de la constellation australe du Centaure, situé à environ 102 pc (∼333 al) de la Terre. Il fait partie du groupe Haut-Centaure-Loup de l'association Scorpion-Centaure. Il est constitué de trois étoiles. Une planète avait été annoncée autour de l'étoile principale mais l'objet s'est révélé être une étoile d'arrière-plan.

## Système

Image par SPHERE du système HD 131399. HD 131399 A est située en haut à gauche, HD 131399 B et C sont en bas à droite, et HD 131399 Ab est près du centre. Crédit : ESO/K. Wagner

Le système se situe à environ 102 pc (∼333 al) de la Terre. Il fait partie du Haut-Centaure Loup, sous-groupe de l'association Scorpion-Centaure. Il serait âgé de 16 millions d'années.
Le système est constitué de trois étoiles : HD 131399 A, l'étoile centrale du système, ainsi que HD 131399 B et HD 131399 C, qui forment un système binaire.
Une planète avait été annoncée autour de HD 131399 A, nommée HD 131399 Ab, mais l'objet s'est révélé être une étoile d'arrière-plan.

## Composantes
| Objet       | Type spectral | Masse   | Température | Magnitude (bande K) |
| ----------- | ------------- | ------- | ----------- | ------------------- |
| HD 131399 A | A1V           | 1,82 M☉ | 9 300 K     | 6,643 ± 0,026       |
| HD 131399 B | G             | 0,96 M☉ | 5 700 K     | 8,5 ± 0,1           |
| HD 131399 C | K             | 0,6 M☉  | 4 400 K     | 10,5 ± 0,1          |

### HD 131399 A, le système principal

#### HD 131399 Aa, l'étoile principale
HD 131399 Aa est une étoile bleue de la séquence principale de type spectral A1V. De magnitude apparente 7,08, l'étoile est trop peu lumineuse pour être visible à l'œil nu.

#### HD 131399 Ab, étoile de fond prise pour une planète
HD 131399 Ab, objet de magnitude 19,1 ± 0,1 en bande K, a été découverte par une équipe d'astronomes composée de Kevin Wagner, Dániel Apai, Markus Kasper, Kaitlin Kratter, Melissa McClure, Massimo Robberto et Jean-Luc Beuzit. La planète a été directement imagée grâce à l'instrument SPHERE installé sur le Très Grand Télescope (VLT) de l'Observatoire européen austral (ESO).
HD 131399 Ab était la toute première planète décrivant une orbite excentrée à l'intérieur d'un système d'étoiles triple. La planète avait une période orbitale estimée à 550 ans.
HD 131399 Ab a une masse égale à 4 ± 1 fois celle de Jupiter et une température de 850 ± 50 kelvins. Elle est ainsi l'une des planètes les moins massives et les plus froides à avoir été directement imagées. Elle était classifiée comme étant de type spectral T2-T4.
La localisation de HD 131399 Ab sur une large orbite dans un système triple montrait que des planètes massive peuvent se trouver sur de longues orbites potentiellement instables au sein de systèmes à plusieurs étoiles. Cette observation inattendue laissait supposer que l'existence de tels systèmes pourrait être plus fréquente que prévu.
Cependant, une nouvelle étude publiée en mai 2017 montre que HD 131399 Ab est en réalité une étoile d'arrière plan

### Publications scientifiques
- [Wagner et al. 2016] Kevin Wagner et al., « Direct imaging discovery of a Jovian exoplanet within a triple-star system » [« Découverte par imagerie directe d'une exoplanète jovienne au sein d'un système d'étoiles triple »], Science,‎ 7 juillet 2016 (DOI 10.1126/science.aaf9671, lire en ligne)Les co-auteurs de l'article sont, outre Kevin Wagner, Dániel Apai, Markus Kasper, Kaitlin Kratter, Melissa McClure, Massimo Robberto et Jean-Luc Beuzit.
- [Nielsen et al. 2017] (en) Eric L. Nielsen et al., « Evidence that the Directly-Imaged Planet HD 131399 Ab is a Background Star » [« Indice que la planète directement imagée HD 131399 Ab est une étoile d'arrière-plan »], arXiv,‎ 19 mai 2017 (arXiv 1705.06851, lire en ligne)Les coauteurs sont, outre Eric L. Nielsen, Robert J. De Rosa, Julien Rameau, Jason J. Wang, Thomas M. Esposito, Maxwell A. Millar-Blanchaer, Christian Marois, Arthur Vigan, S. Mark Ammons, Etienne Artigau, Vanessa P. Bailey, Sarah Blunt, Joanna Bulger, Jeffrey Chilcote, Tara Cotten, René Doyon, Gaspard Duchêne, Daniel Fabrycky, Michael P. Fitzgerald, Katherine B. Follette, Benjamin L. Gerard, Stephen J. Goodsell, James R. Graham, Alexandra Z. Greenbaum, Pascale Hibon, Sasha Hinkley, Li-Wei Hung, Patrick Ingraham, Rebecca Jensen-Clem, Paul Kalas, Quinn Konopacky, James E. Larkin, Bruce Macintosh, Jerome Maire, Franck Marchis, Stanimir Metchev, Katie M. Morzinski, Ruth A. Murray-Clay, Rebecca Oppenheimer, David Palmer, Jennifer Patience, Marshall Perrin, Lisa Poyneer, Laurent Pueyo, Roman R. Rafikov, Abhijith Rajan, Fredrik T. Rantakyrö, Jean-Baptiste Ruffio, Dmitry Savransky, Adam C. Schneider, Anand Sivaramakrishnan, Inseok Song, Remi Soummer, Sandrine Thomas, J. Kent Wallace, Kimberly Ward-Duong, Sloane Wiktorowicz et Schuyler Wolff.

### Communiqués de l'Observatoire européen austral
- [eso1624] « Une étrange planète entourée de trois Soleils », eso.org, Observatoire européen austral, communiqué de presse eso1624,‎ 7 juillet 2016 (lire en ligne)

### Autres
- [GDTI Magazine 2016] « Découverte d’une planète dans un système solaire à trois étoiles », GDTI Magazine,‎ 7 juillet 2016 (lire en ligne)

### Bases de données
- (en) HD 131399 sur la base de données Simbad du Centre de données astronomiques de Strasbourg.
  - (en) HD 131399A sur la base de données Simbad du Centre de données astronomiques de Strasbourg.
  - (en) HD 131399 BC sur la base de données Simbad du Centre de données astronomiques de Strasbourg.